# Öffentlich geförderter Beschäftigungssektor
Der öffentlich geförderte Beschäftigungssektor (ÖBS) bezeichnet einen dritten Sektor des Arbeitsmarktes zwischen Markt und Staat. Hier geht es einerseits darum, existenzsichernde und sozialversicherungspflichtige Arbeitsplätze für Erwerbslose zu schaffen und andererseits, gesellschaftlich notwendige Arbeit zu organisieren. Darüber hinaus soll der gesellschaftliche Zusammenhalt gestärkt und Ausgrenzung verhindert werden.

## Dritter Sektor zwischen Markt und Staat
Bei den Tätigkeiten, die im Rahmen eines ÖBS verrichtet werden, handelt es sich um Arbeiten, die sich im kapitalistischen Sinne nicht rechnen und deshalb gesellschaftlich finanziert, aber überwiegend staatsfern organisiert werden sollten. Das sind in der Regel zivilgesellschaftliche Strukturen wie z. B. soziale Beratungsstellen, Frauenzentren, soziokulturelle Zentren oder Nachbarschaftsheime. 
Mit einem öffentlich geförderten dritten Sektor kann nicht nur die gesellschaftlich notwendige Arbeit ausgeweitet und verstetigt werden, auch die Arbeitsbedingungen der Beschäftigten sollen dadurch verbessert werden. Darüber hinaus können so für Erwerbslose neue (berufliche) Perspektiven geschaffen werden, indem sie ihre Kompetenzen, Fähigkeiten und Erfahrungen einbringen und sich weiter qualifizieren. Damit ist der ÖBS als Element aktiver Arbeitsmarktpolitik ein Beitrag, Erwerbslosigkeit abzubauen.

## Praktisches Beispiel: Der ÖBS in Berlin
Einen ÖBS, der die o. g. Bedingungen erfüllt, gibt es in der Bundesrepublik Deutschland derzeit nur in Berlin. Ursprünglich wollte die Berliner Landesregierung (SPD/Die Linke) zur Finanzierung des ÖBS die Mittel nutzen, die ohnehin im Rahmen von (Hartz IV/SGB II) gezahlt werden müssen: Das Arbeitslosengeld II, die Wohnungskosten, die Sozialversicherungsbeiträge und die Kosten für eine Arbeitsgelegenheit mit Mehraufwandsentschädigung (Ein-Euro-Job). Diese Mittel sollten gebündelt und über Landes- und ESF-Mittel auf existenzsichernde Höhe von mindestens 7,50 € pro Stunde bzw. 1.300 € im Monat aufgestockt werden. Diese Idee wurde zunächst von der Rot-Grünen Bundesregierung und später von der Großen Koalition abgelehnt. Damit musste die Landesregierung in Berlin einen Sonderweg für den ÖBS suchen. Sie nutzt deshalb zwei erst 2007 für langzeitarbeitslose ALG-II-Empfangende eingeführte arbeitsmarktpolitische Programme des Bundes zur Finanzierung und stockt diese Stellen auf das vom Senat politisch geforderte Mindest(lohn)niveau von 1.300 € auf. Es handelt sich dabei um die Programme Jobperspektive nach § 16e SGB II (Beschäftigungszuschuss) und KommunalKombi. Das  Programm Jobperspektive kann nur für Langzeitarbeitslose mit sogenannten mehrfachen Vermittlungshemmnissen eingesetzt werden. Der Bund trägt dabei 75 % der Lohnkosten. Die Höhe der Bezahlung richtet sich nach dem tariflichen bzw. ortsüblichen Arbeitsentgelt. Für den Berliner ÖBS hat der Senat mit der Regionaldirektion Berlin-Brandenburg der Bundesagentur für Arbeit vereinbart, dass mindestens ein Lohn von 7,50 € die Stunde zu zahlen ist und dass das Land eine entsprechende Kofinanzierung bzw. Aufstockung stellt. Im Ergebnis verdienen die Beschäftigten mindestens 1.300 € im Monat. Ansonsten gelten die jeweiligen Tarifverträge bzw. die ortsübliche Bezahlung. Sind die dort vereinbarten Stundenlöhne geringer als 7,50 €, kann es in diesem Bereich keine ÖBS-Stelle geben. Sind sie höher, gelten diese Stundenlöhne. 
Das zweite Bundesprogramm, das als Grundlage für den Berliner ÖBS dient, ist der KommunalKombi. Hier können Menschen teilnehmen, die seit mindestens 24 Monaten erwerbslos und mindestens ein Jahr im Arbeitslosengeld-II-Bezug sind. Hier trägt der Bund 50 % der Lohnkosten bei einer 30-Stunden-Stelle, maximal aber 500 € plus 100 € für Sozialversicherungsbeiträge. Damit auch mit diesem Programm existenzsichernde Löhne von mindestens 1.300 € gezahlt werden, muss das Land bei Anwendung des Programms KommunalKombi wesentlich mehr Mittel aufbringen.

## Handlungsfelder
Gut ein Drittel der Beschäftigten im Berliner ÖBS verdienen mehr als den festgelegten Mindestlohn von 1.300 €, weil sie in Tarifverträge eingruppiert sind, bei denen die Entlohnung höher ist. 
Ende 2008 waren gut 5000 ehemals Langzeitarbeitslose in Berlin im ÖBS beschäftigt, 2009 wird die Zahl weiter ausgebaut werden. Die Beschäftigten im ÖBS verteilen sich über die ganze Stadt. Sie organisieren Schiebedienste für Rollstuhlfahrer und begleiten Menschen mit eingeschränkter Mobilität bei der Fahrt mit dem öffentlichen Nahverkehr. Sie organisieren Hausaufgabenhilfe für Kinder mit Migrationshintergrund und unterstützen als Dolmetscher Eltern mit Sprachproblemen bei Elternabenden in der Schule oder in der Kindertagesstätte. Über den ÖBS werden Sozialmärkte für einkommensschwache Familien organisiert oder barrierefreie Stadtteilpläne für Menschen mit Behinderung erstellt. Stadtteilmütter unterstützen Einwandererfamilien, und andere Projekte organisieren Computerkurse. Wieder andere sorgen für Kinderbetreuung außerhalb der normalen Kita- und Hort-Öffnungszeiten. Das schafft nicht nur Arbeitsplätze für Langzeitarbeitslose im ÖBS, das ermöglicht auch den Eltern, ihre Arbeitsplätze zu erhalten oder durch Vollzeitbeschäftigung unabhängig von Transferzahlungen zu werden. In anderen Projekten lernen Kinder, wie sie sich gesund ernähren können, andere fördern das Wissen und die Fähigkeiten älterer Menschen. Es wird Energieberatung für Leute mit geringem Einkommen angeboten. Verschiedene Frauen- und Lesbenprojekte erhalten weitere Unterstützung. Die Kulturarbeit hat einen eigenen Sektor im ÖBS. Die Initiative KulturArbeit schafft Stellen für Künstler und die kulturelle Bildung in Berlin, an Schulen, Kulturzentren und vielen Orten mehr.